# ضعف قاع الحوض
اضطرابات قاع الحوض، والمعروفة أيضًا باسم ضعف قاع الحوض، هي مجموعة من الحالات التي يُعتقد أنها تحدث عندما لا تعمل عضلات قاع الحوض بشكل صحيح. قد تشمل الأعراض ألمًا في الحوض أو ضغطًا أو ألمًا أثناء ممارسة الجنس أو سلس البول أو البراز أو الإمساك أو تدلي أعضاء الحوض.
السبب غير واضح بشكل عام. قد تشمل العوامل المحتملة إصابة قاع الحوض، وحالات الاعتداء الجنسي، وتقنيات الإخلاء سيئة التعلم، وآلام أسفل الظهر، وانزياح بطانة الرحم، وبعض الأدوية مثل حاصرات قنوات الكالسيوم أو مضادات الهيستامين. تشمل عوامل الخطر زيادة الوزن واستئصال الرحم والتدخين وإنجاب الأطفال. قد تتضمن الآلية الأساسية زيادة نشاط العضلات أو نقصانه أو سوء التنسيق العضلي.
قد يشمل العلاج تغيير نمط الحياة أو الأدوية أو الأجهزة الطبية أو الجراحة. قد تشمل التغييرات في نمط الحياة، ممارسة الرياضة واتباع نظام غذائي صحي. قد تشتمل الأجهزة الطبية على كعكات مهبلية. في النساء، غالبًا ما يكون العلاج الطبيعي لقاع الحوض مفيدًا.
اضطرابات قاع الحوض شائعة، تصيب حوالي 25% من النساء في وقت ما. وهي تصيب الإناث أكثر من الذكور. تصبح الاضطرابات أكثر شيوعًا مع تقدم العمر. يحدث تدلي أعضاء الحوض عند نصف النساء اللواتي ولدن. يحدث الوصم في بعض الثقافات وبالتالي قد لا تسعى النساء للحصول على الرعاية. لذلك يوصى بإجراء فحص مباشر لمشاكل المسالك البولية سنويًا.